# Platynympha longicaudata
Platynympha longicaudata är en kräftdjursart som först beskrevs av Baker 1908.  Platynympha longicaudata ingår i släktet Platynympha och familjen klotkräftor. Inga underarter finns listade i Catalogue of Life.